# Miandoab
Miandoab (também conhecido como Qoshachay em Azeri) é uma cidade na província do Azerbaijão Ocidental, no Irão. Ele tem uma população de mais de 130.000 habitantes.
Miandoab, é situada em uma região do delta dos dois rios Zarrineh and Simineh. Miandoab apresenta um solo muito fértil e um excelente clima mediterânico. Devido ao estabelecimento de uma fábrica de açúcar no início do século 20, há ocorrido uma enorme atividade industrial em comparação com as cidades vizinhas.
A maioria dos habitantes de Miandoab são Azeris, com uma grande minoria representada pelos Curdos.Maioria dos azeris são seguidores do Xiismo,seita do Islã. Miandoab costumava ter uma grande população Bahá'í, mas por perseguição religiosa pelo governo da República Islâmica, muitos migraram para outras cidades no país ou para o exterior.